# Hyalurga egeon
Hyalurga egeon là một loài bướm đêm thuộc phân họ Arctiinae, họ Erebidae.